# Kucze (Kowale Oleckie)
Kucze (deutsch Kutzen) ist ein kleines Dorf in der polnischen Woiwodschaft Ermland-Masuren und eine Ortschaft innerhalb der Landgemeinde Kowale Oleckie (Kowahlen, 1938 bis 1945 Reimannswalde) im Powiat Olecki (Kreis Oletzko, 1933 bis 1945 Kreis Treuburg).

## Geographische Lage
Kucze liegt im Nordosten der Woiwodschaft Ermland-Masuren, vier Kilometer westlich der Grenze zur Woiwodschaft Podlachien. Bis zur Kreisstadt Olecko (Marggrabowa, 1928 bis 1945 Treuburg) sind es 17 Kilometer in südlicher Richtung.

## Geschichte
Das kleine Dorf mit dem früheren Namen Kutzen wurde im Jahre 1565 gegründet.
Am 27. Mai 1874 kam der Ort zum neu errichteten Amtsbezirk Lakellen (1928 bis 1945: Schönhofen (Ostpr.), polnisch: Lakiele), der – 1938 umbenannt in „Amtsbezirk Schönhofen (Ostpr.)“ – bis 1945 bestand und zum Kreis Oletzko – 1933 bis 1945 „Landkreis Treuburg“ genannt – im Regierungsbezirk Gumbinnen der preußischen Provinz Ostpreußen gehörte.
Im Jahr 1910 waren in Kutzen 155 Einwohner registriert. Ihre Zahl stieg bis 1933 auf 180 und belief sich 1939 wieder auf 155.
Aufgrund der Bestimmungen des Versailler Vertrags stimmte die Bevölkerung im Abstimmungsgebiet Allenstein, zu dem Kutzen gehörte, am 11. Juli 1920 über die weitere staatliche Zugehörigkeit zu Ostpreußen (und damit zu Deutschland) oder den Anschluss an Polen ab. In Kutzen stimmten 158 Einwohner für den Verbleib bei Ostpreußen, auf Polen entfiel keine Stimme.
In Kriegsfolge kam Kutzen 1945 mit dem gesamten südlichen Ostpreußen zu Polen und erhielt die polnische Namensform „Kucze“. Heute ist das Dorf eine Ortschaft im Verbund der Landgemeinde Kowale Oleckie im Powiat Olecki, bis 1998 der Woiwodschaft Suwałki, seither der Woiwodschaft Ermland-Masuren zugehörig.

## Religionen
Kutzen mit seiner damals mehrheitlich evangelischen Bevölkerung war bis 1945 in das Kirchspiel der Kirche in Schareyken (1938 bis 1945: Schareiken, polnisch: Szarejki) eingepfarrt und gehörte so zum Kirchenkreis Oletzko/Treuburg innerhalb der Kirchenprovinz Ostpreußen der Kirche der Altpreußischen Union. Die wenigen katholischen Kirchenglieder war damals nach Olecko im Bistum Ermland hin orientiert.
Seit 1945 lebt in Kucze eine überwiegend katholische Einwohnerschaft. Sie ist jetzt in die 1962 neu geschaffene Pfarrei Kowale Oleckie eingegliedert und ist Teil des Dekanats Olecko-Niepokalanego Poczęcia Najświęzszej Maryi Panny im Bistum Ełk (Lyck) der Römisch-katholischen Kirche in Polen. Die kleine Zahl evangelischer Kirchenglieder gehört zur Kirchengemeinde in Gołdap (Goldap), einer Filialgemeinde von Suwałki in der Diözese Masuren der Evangelisch-Augsburgischen Kirche in Polen.

## Verkehr
Kucze liegt an einer Nebenstraße, die von Kowale Oleckie (Kowahlen, 1938 bis 1945 Reimannswalde) über Borkowiny (Borkowinnen, 1938 bis 1945 Jarken) nach Lakiele (Lakellen, 1938 bis 1945 Schönhofen (Ostpr.)) führt und die polnische Landesstraße DK 65 (einstige deutsche Reichsstraße 132) mit der Woiwodschaftsstraße DW 652 (Reichsstraße 127) verbindet. 
Bis 1945 bestand über die Bahnstation Drosdowen (1938 bis 1945: Drosten, polnisch: Drozdowo) Anschluss an die Bahnstrecke Treuburg–Garbassen der Treuburger Kleinbahnen, die stillgelegt und demontiert ist. Bis 1993 bot zudem der Bahnhof in Kowale Oleckie Anbindung an die Bahnstrecke Ełk–Tschernjachowsk (Lyck–Insterburg), die nicht mehr in Betrieb ist.